# Rosa Young
Rosa Jinsey Young (* 14. Mai 1890 in Rosebud, Alabama; † 30. Juni 1971) war eine US-amerikanische Pädagogin. Der Unterricht von Kindern im ländlichen Raum war ihr ein starkes Anliegen und Young gilt als „Mutter des Schwarzen Luthertums in Zentralalabama“. Sie spielte eine entscheidende Rolle bei der Gründung und Förderung von lutherischen Schulen im Black Belt von Alabama.

## Leben
Rosa Young wurde in der ländlichen Gemeinde von Rosebud in Wilcox County geboren. Sie war das vierte von 10 Kindern. Ihre Eltern waren Grant Young, ein afroamerikanischer Pfarrer der Episkopalkirche und seine Frau Nancy. Nach ihrer Autobiographie Light in the Dark Belt zufolge hatte Rosa Young stets den Wunsch zu Lernen und andere zu Unterrichten. Ihre Talente wurden von ihren Eltern erkannt und gefördert. Nach dem Abschluss der Grundschule (6. Klassenstufe) schickten ihre Eltern sie auf die Payne University, einer Schule der African Methodist Episcopal Church in Selma, die wenige Jahre zuvor ihre Pforten für Studenten geöffnet hatte. Young gewann im Laufe der nächsten sechs Jahre zahlreiche akademische Auszeichnungen, wurde Redakteurin der Universitätszeitung und Jahrgangsbeste ihrer Abschlussklasse im Jahr 1909.

### Gründung einer Schule in Rosebud
Einige Wochen nach der Abschlussprüfung erhielt Young ihre Lehrerlizenz und absolvierte ihr Staatsexamen. Danach unterrichtete sie an afroamerikanischen Schulen in verschiedenen Teilen Alabamas. Die Praxis, zwischen mehreren Schulen hin- und herzupendeln, war zu dieser Zeit verbreitet, da es in den Schulen an Lehrern mangelte und es bei Unterrichtsausfall keine Fördermittel gab. Gut ausgebildete schwarze Lehrer waren sehr knapp. Youngs Interesse, die Bildung von ländlichen Kindern zu fördern und ihnen Religionsunterricht zu geben, führte sie 1912 schließlich zurück nach Rosebud. Sie entschloss sich eine Privatschule aufzubauen. Sowohl schwarze als auch weiße Anwohner unterstützten sie in ihrem Vorhaben. Young kümmerte sich um die Einstellung der Lehrer und beaufsichtigte den Bau der Schule, die unter dem Namen Rosebud Literary and Industrial School im Oktober desselben Jahres eröffnete. Die Schule wurde positiv aufgenommen und erhielt mit 115 Schülern im ersten und 215 Schülern im zweiten Jahr viel Zulauf.
1914 fiel der mexikanische Baumwollkapselkäfer in Wilcox County ein und verwüstete zahlreiche Baumwollfelder. Für die Wirtschaft der Region, die hauptsächlich von der Baumwollproduktion abhing, war dies ein schwerer Schlag. Viele Eltern wurden arbeitslos und hatten nur wenig oder gar kein Einkommen, um das nötige Schulgeld aufzubringen, so dass die Schule mit einer verringerten Anzahl von Schülern und Lehrern um ihr Überleben kämpfte. Young bemühte sich, private Spender zu finden, hatte damit jedoch keinen Erfolg. Im Herbst 1915, als die Schule am Rande der Schließung stand, schrieb sie einen Brief an Booker T. Washington, dem einflussreichen Gründer des Tuskegee Institute, in dem sie um Hilfe bat. Washingtons persönlicher Sekretär, Emmett Scott, antwortete, dass Tuskegee keine finanzielle Unterstützung gewähren könne, gab ihr aber den Rat, die Lutheran Church – Missouri Synod mit Hauptsitz in St. Louis zu kontaktieren. Diese von deutschen Einwanderern gegründete Kirche hatte in den 1880er und 1890er Jahren zahlreiche schwarze lutherische Missionen im ländlichen Süden aufgebaut.

### Zusammenarbeit mit Lutheranern
Young schrieb im Oktober 1915 an die Kirchenführer, die sich nach ihren Umständen erkundigten und ihr die Möglichkeit anboten, eine Mission in Rosebud aufzubauen. Young sicherte wiederum ihre Unterstützung und Zusammenarbeit zu, woraufhin das Synodical Conference Mission Board (eine eigene Einheit der Synode für die Betreuung von Afroamerikanern und anderen Nichtweißen) im Januar 1916 den erfahrenen Missionarspastor Nils J. Baake entsandte um die Lage genauer zu untersuchen. Sein Bericht an den Ausschuss fiel durchaus positiv aus und er wurde als Superintendent eingesetzt um die Entwicklung der Schule zu überwachen. Young übergab die Schule in die Hände der Lutheraner und beschränkte sich auf ihre Arbeit als Lehrerin und Referentin. Um den Schulbetrieb aufrechtzuerhalten, beschaffte die Lutherische Kirche das nötige Geld, Unterrichtsmaterialien sowie andere Hilfsmittel. Baake setzte lutherischen Religionsunterricht auf den Lehrplan und hielt die Eltern der Schüler und andere über die Entwicklungen auf dem Laufenden. Ihren Höhepunkt erreichte die Arbeit am Palmsonntag 1916, als 58 Personen getauft und 70 (einschließlich Young) konfirmiert wurden. Diese Menschen bildeten den Kern der ersten schwarzen lutherischen Kirchengemeinde und Schule in Wilcox County und im Black Belt.
Durch den Erfolg der Schule interessierten sich auch andere Gemeinden für die Einrichtung von lutherischen Kirchen und Schulen. Young und Baake gingen den Anfragen nach und gründeten Schulen 1916 in Buena Vista, Tilden, Tinela und Midway (alle Wilcox County) sowie 1919 in Ingomar (in Dallas County), die zu Zentren neuer lutherischer Gemeinden wurden. Baake musste Alabama 1920 aus gesundheitlichen Gründen verlassen. Rosa Young setzte ihre Arbeit als Lehrerin, Missionarin, Dozentin und Spendensammlerin fort. Sie reiste viel umher um anderen Lutheranern von der afroamerikanischen Mission in Alabama zu erzählen. Von 1946 bis 1961 unterrichtete sie am Alabama Lutheran Academy and College, danach wurden ihre Aktivitäten durch einen verschlechterten Gesundheitszustand eingeschränkt. Diese heute unter dem Namen Concordia College betriebene Schule wurde dank ihres Einflusses 1922 gegründet, um zukünftige schwarze lutherische Pastoren und Lehrer für die Alabama-Mission und anderswo zu unterrichten und auszubilden. 1930 veröffentlichte Young ihre erste Autobiographie, die 1950 als Paperback neu herausgebracht wurde.

### Auszeichnung und Tod
Während der Bürgerrechtsbewegung Mitte der 1960er wurden die Kirchen der Synodical Conference in Alabama, Mississippi und Louisiana aufgelöst und in den einstigen weißen Südbezirk der Synode integriert. Young wurde 1961 von der Lutheran Church – Missouri Synod für ihren engagierten Einsatz mit einem Ehrendoktortitel (LL.D.) des Concordia Theological Seminary ausgezeichnet. Nach ihrem Tod wurde sie wunschgemäß bei der christlich-lutherischen Kirche in Rosebud bestattet.